# Йон Минзату
Нелло Мандзатті, італ. Nello Manzatti *1902, Бухарест — †5 лютого 1986, Мілан, Італія) — румунський композитор, співак, журналіст і письменник, пізніше емігрував до Італії. В молодості був членом Залізної гвардії, написав музику для багатьох пісень даної організації, в тому числі для її гімну Sfânta tinerete legionara, а також безліч інших військових мелодій (автором слів був зазвичай поет Раду Джир). Його літературні твори не є популярними.

## Музичні композіції
- «Гімн Перемоги»;
- «Гімн Моца-Марин»;
- «Гімн працівників»;
- «Святий Легіонер».

### Балади
- "Біанка";
- "Чому ти не зі мною";
- "Чому смієшся";
- "Заради тебе";
- " Завтра ".

## Літературні твори
- Frumoasa mea cu ochii verzi (1957), Editura Carpații, Madrid.